# Dota (canton)
Pour les articles homonymes, voir Dota.
Dota est un canton de la province de San José au Costa Rica.

## Histoire
Le canton a été créé par une loi du 23 juillet 1925.

## Districts
Le canton de Dota est subdivisé en trois districts (distritos) :
1. Santa María
2. Jardín
3. Copey